# Мацуура (река)
Мацуура (яп. 松浦川 мацуурагава) — река в Японии на острове Кюсю. Протекает по территории префектуры Сага.
Исток реки находится под горой Сеира (青螺山, высотой 599 м), на территории города Такео. Река течёт на север через горы, в горах в неё впадает приток Таноми (鳥海川), а в посёлке Оти — река Кюраги (厳木川). Ниже Оти Мацуура протекает по равнине, сливается с рекой Токусуэ (徳須恵川) и впадает в бухту Карацу Японского моря (плёс Генкай-Нада) в городе Карацу.
Длина реки составляет 47 км, на территории её бассейна (446 км²) проживает около 100 тыс. человек. Согласно японской классификации, Мацуура является рекой первого класса.
Около 84 % бассейна реки занимает природная растительность, около 15 % — сельскохозяйственные земли, около 1 % застроено. Уклон реки в верховьях составляет около 1/500-1/1300, в среднем течении — 1/1700.
Среднегодовая норма осадков в бассейне реки составляет около 2100 мм в год.